# Konrad Oebbeke
Konrad Oebbeke, auch Oebbecke, (* 2. November 1853 in Hildesheim; † 1. Februar 1932 in München) war ein deutscher Mineraloge und Geologe. Er war Professor an der Universität Erlangen und der TU München.
Oebbeke studierte in Heidelberg und Erlangen. Während seines Studiums wurde er 1874 Mitglied der Burschenschaft Germania Erlangen und 1877 der Burschenschaft Allemannia Heidelberg. Er wurde 1877 in Würzburg promoviert („Ein Beitrag zur Kenntniss des Paläopikrits und seiner Umwandlungsproducte“). Danach war er Assistent bei der Bayerischen Geologischen Landesaufnahme. 1881 habilitierte er sich in München (Beiträge zur Petrographie der Philippinen und der Palau-Inseln). 1882 wurde er Privatdozent für Mineralogie in München und 1887 Professor für Mineralogie in Erlangen. Im Jahr 1888 wurde er zum Mitglied der Leopoldina gewählt. 1895 wurde er Professor an der TH München. 1927 ging er in den Ruhestand.
Er veröffentlichte über Minerallagerstätten und Mineralien sowie Bodenschätze in Bayern, besonders solche von wirtschaftlicher Bedeutung. Er machte auf die Mineral-Fundstelle von Epprechtstein im Granit des Fichtelgebirges aufmerksam. Oebbeke betreute die 12. bis 16. Auflage der Tafeln zur Bestimmung der Mineralien von Franz von Kobell und die 6. und 7. Auflage des Lehrbuchs der Mineralogie von Kobell (mit Ernst Weinschenk).

## Schriften
- Das Vorkommen, die Beschaffenheit und die wirtschaftliche Bedeutung des Erdöls. In: Petroleum Nr. 6, 1910, S. 2169.
- Die technisch nutzbaren Gesteinsvorkommen im Königreich Bayern. In: Der Steinbruch, 1912, S. 230–257.
- Die neue Jodquelle bei Wiessee am Tegernsee. In: Zeitschrift des Internationalen Verbands der Bohringenieure und Bohrtechniker, Nr. 18, 1913.
- mit B. Förster: Tiefbohrungen am Tegernsee. In: Geognostische Jahreshefte, 35. Jg., 1922, S. 83–160.